# Renato Sandalli
Renato Sandalli (Gênes, 25 février 1897 - Rome, 23 octobre 1968) était un général et homme politique italien, vétéran de la Première Guerre mondiale. Il a été chef d'état-major de l'armée de l'air à l'époque de la Regia Aeronautica et ministre de l'Air du royaume d'Italie dans les gouvernements Badoglio I et II.

## Biographie
Il est né à Gênes le 25 février 1897. Après l'entrée en guerre du royaume d'Italie, en février 1916, il s'engage comme volontaire dans le Regio Esercito (armée royale), affecté, avec le grade de sous-lieutenant (sottotenente), au corps d'infanterie, les Bersaglieri. En novembre de la même année, il est incorporé dans le service permanent pour mérite de la guerre. Pendant la Première Guerre mondiale, il a reçu deux fois la médaille d'argent et une fois la médaille de bronze de la valeur militaire.
En janvier 1921, il est affecté au Servizio Aeronautico (service aéronautique) et obtient son brevet de pilote d'avion, devenant pilote militaire en octobre suivant. De mai 1922 à juin 1924, il sert dans le commandement de l'école d'aviation de l'aérodrome de Capoue, dans le 3e groupement d'avions de reconnaissance et dans le 131e escadron à Ciampino. En octobre 1923, il cesse d'appartenir à la Regio Esercito et rejoint le corps d'état-major de la Regia Aeronautica nouvellement créée. Au cours des périodes suivantes, il a occupé différents types de postes au sein de la 20e escadre de reconnaissance (20º Stormo), du centre des équipages de la Regia Aeronautica et de la 21e escadre (21º Stormo). En janvier 1926, avec le grade de capitaine (capitano), il rejoint l'armée de l'air de la Somalie italienne, devenant commandant du 36e escadron de reconnaissance équipé d'avions Fiat R.2. Il participe aux opérations d'occupation de Nugaal et des sultanats d'Hobyo et de Mingiurtini. Du 1er octobre 1926 au 10 mai 1927, il est commandant de l'armée de l'air de Somalie.
À son retour, il est affecté à la 1re escadre de chasseurs terrestres, puis à l'école de chasseurs, et enfin au bureau de l'état-major général de la Regia Aeronautica. De novembre 1934 à septembre 1936, il est commandant, avec le grade de colonel (colonnello), de la 9e escadre de bombardement terrestre. Le 1er octobre de la même année, au début de la guerre d'Éthiopie, il est chargé du commandement du secteur aéronautique Est à Dire Dawa de l'Armée de l'air est-africaine (en Afrique orientale italienne), poste qu'il occupe jusqu'en septembre 1937. Pour ses qualités démontrées au cours des opérations de guerre, il est décoré du titre de chevalier de l'ordre militaire de Savoie. De janvier 1939 à janvier 1940, il dirige le 1er centre d'expérimentation, avant de passer au commandement de l'Aeronautica dell'Albania - AALB (armée de l'air d'Albanie), puis à l'état-major général en tant que chef du secrétariat technique. Le 18 novembre 1942, il est promu général d'une division aérienne.
Après la chute du fascisme, le 25 juillet 1943, il entre le 27 dans le gouvernement Badoglio I. Le nouveau chef du gouvernement garde un excellent souvenir de son travail pendant la guerre d'Éthiopie et le veut comme chef d'état-major de la Regia Aeronautica à la place du général Rino Corso Fougier, le nommant l'un des ministres de l'Air du royaume d'Italie. Le chef du gouvernement, le maréchal d'Italie Pietro Badoglio, ne l'a jamais informé de ce qui se passait à l'époque, le tenant pratiquement dans l'ignorance des négociations de paix en cours avec les Anglo-Américains, dont il n'a été informé qu'après coup. Le 5 septembre, le général Roatta et lui-même rencontrent à Rome le chef d'état-major, le général Vittorio Ambrosio, qui informe les deux généraux de l'arrivée prochaine à Rome d'une mission alliée dirigée par le général Maxwell D. Taylor, qui doit préparer le terrain pour le débarquement des troupes alliées sur les aéroports autour de Rome, l'opération Giant 2. Il était convaincu, tout comme le général Mario Roatta, que le débarquement prévu aurait lieu le 12 septembre, et objecta qu'il y avait une pénurie de camions ainsi que d'essence et de matériaux nécessaires aux Américains pour commencer les opérations militaires.
Après l'annonce par Radio Alger, le 8 septembre, de la signature d'un armistice avec les Alliés à Cassibile, le roi Vittorio Emanuele III, le gouvernement et les principaux chefs militaires quittent précipitamment la capitale pour Pescara, d'où ils rejoignent Brindisi à bord de la corvette Baionetta. Il est l'un des derniers à quitter Rome, prenant une voiture pour l'aéroport de Guidonia, où il espère trouver un avion pour rejoindre Brindisi. Arrêté à un check-point allemand par des éléments de la Fallschirm-Panzer-Division 1 "Hermann Göring", il est libéré et parvient à rejoindre Pescara où il monte également à bord de la Baionetta. Avec le grade de général de division aéroportée (generale di divisione aerea), il occupe également les deux postes du gouvernement Badoglio II, formé à Salerne le 22 avril 1944, et les conserve jusqu'au 18 juin de la même année.
Après la fin de la guerre, il devient commandant de la 1re zone aérienne territoriale, poste qu'il occupe de juin 1949 à septembre 1951. De décembre 1954 à février 1955, il est président de la section aéronautique du Conseil supérieur des forces armées.
Il se donne la mort à Rome le 23 octobre 1968, en se tirant une balle dans la tête avec un pistolet,.

## Décorations

### Décorations italiennes
- Chevalier de l'ordre militaire de Savoie
- "Commandant d'une escadre puis d'un secteur, doté de grandes qualités militaires, il a, de janvier à décembre 1936, instruit, discipliné et dirigé ses unités avec compétence et vaillance. Chargé du secteur Est, il a su, en très peu de temps, organiser les bases et les services de manière à permettre aux divisions dépendantes de mener une activité de vol intense et ininterrompue. A.O. janvier-décembre 1936-XVI-XV" - Arrêté royal du 24 mai 1937
 - Médaille d'argent de la valeur militaire
- "Commandant d'une compagnie, il l'a conduite dans la ligne de feu, sous un violent bombardement ennemi, et avec un élan admirable l'a conduite à l'assaut et à la conquête d'une position, qu'il a tenue malgré le fait que l'ennemi ait détruit une partie de sa tranchée et tenté de la lui faire abandonner en contre-attaquant. Affaire Bonetti (Carso), 2-9 novembre 1916".
 - Médaille d'argent de la valeur militaire
- "Pilote-colonel et commandant d'un escadron nouvellement formé, il a mené l'escadron à la guerre, le dirigeant par l'exemple en toutes circonstances. Toujours le premier à prendre des risques, il a mené avec brio des actions difficiles, surmontant avec audace les difficultés de vol et les attaques ennemies. Avec l'avion touché en action à basse altitude près d'Amba Alagi et du lac Ascianghi, avec le moteur central défaillant 50 km avant d'atteindre la cible dans un bombardement près de Dessiè, avec de graves déficiences de l'alimentation électrique des trois moteurs, dans un bombardement près d'Agumbertà, il ne revint qu'après la fin des missions. Les ciels d'Endertà, Tembien et Scirè, janvier-mars 1936".
 - Médaille de bronze de la valeur militaire
- "Malgré le fait que l'unité ait été attaquée de tous les côtés et ait subi des pertes considérables, avec seulement quelques hommes, elle s'est obstinée à tenir ses positions. Sous un féroce bombardement ennemi, il effectue alors une reconnaissance risquée dans une zone déjà occupée par l'adversaire, rapportant de précieuses informations. Piave, 18 juin 1918".
 - Officier de l'ordre des Saints-Maurice-et-Lazare - 15 janvier 1940
 - Chevalier de l'ordre colonial de l'étoile d'Italie - 28 mai 1927
 - Promotion pour mérite de guerre - novembre 1916

### Décorations étrangères
- Insigne de pilote-observateur avec diamants (Allemagne)